# 14-та радіотехнічна бригада (СРСР)
14-та радіотехнічна бригада (14 РТБр, в/ч 04743) — формування протиповітряної оборони Збройних сил СРСР, що існувало до 1992 року.
Бригада перейшла під юрисдикцію України як 14-та радіотехнічна бригада Збройних сил України.

## Історія
23 червня 1941 року у м. Кременчуці був сформований 57-й окремий батальйон повітряного спостереження, повідомлення і зв'язку (ПСПЗ, рос. воздушного наблюдения, оповещения и связи, ВНОС). Батальйон брав безпосередню участь у Другій світовій війні. В складі діючої армії зустрів завершення війни в Румунії.
6 березня 1952 року батальйон був переформований на 25-й радіотехнічний полк ПСПЗ.
1 листопада 1962 року радіотехнічний полк був переформований на 14-ту радіотехнічну бригаду.

В грудні 1991 року бригада в повному складі присягнула українському народові. У 1992 році, після розпаду СРСР, бригада перейшла під юрисдикцію України як 14-та радіотехнічна бригада Збройних сил України. 

## Командування
- (1941—1943) Капітан Корбут Я. О.
- (1943—1945) Непомнящій Ш.Б.
- (1952—???) Підполковник Калаганов І.К.
- (1962—???) Підполковник Божко М.Я.
- Підполковник Бобровник Вячеслав Іванович.

## Структура
На 1980-ті, 1988-й:
- 256-й окремий радіотехнічний батальйон (Котовськ, Одеська область)
  - 00 окрема радіотехнічна рота (Первомайськ, Миколаївська область)
  - 00 окрема радіотехнічна рота (Лиманське, Одеська область)
- 234-й окремий радіотехнічний батальйон (Одеса, Одеська область)
  - 713-та окрема радіотехнічна рота (Очаків, Миколаївська область)
  - 00 окрема радіотехнічна рота (Раухівка, Одеська область)
  - 710-та окрема радіотехнічна рота (Острів Зміїний, Одеська область)
- 260-й окремий радіотехнічний батальйон (Херсон, Херсонська область)
  - 723-та окрема радіотехнічна рота (Нова Одеса, Миколаївська область)
  - 719-та окрема радіотехнічна рота (Скадовськ, Херсонська область)
  - 722-га окрема радіотехнічна рота (Краснознам'янка, Херсонська область)
  - 00 окрема радіотехнічна рота (Стара Богданівка, Миколаївська область)
- 68-й окремий радіотехнічний батальйон (Ізмаїл, Одеська область)
  - 00 окрема радіотехнічна рота (Арциз, Одеська область)
  - 00 окрема радіотехнічна рота (Тузли, Одеська область)
- 206-й окремий радіотехнічний батальйон (Зейкань, Молдавська РСР)
  - 00 окрема радіотехнічна рота (Могилів Подільський, Вінницька область)
  - 683-та окрема радіотехнічна рота (Липкани, Молдавська РСР)
  - 705-та окрема радіотехнічна рота (Меркулешти, Молдавська РСР)
- 740-й окремий радіотехнічний батальйон (Дурлешти, Молдавська РСР)
  - 499-та окрема радіотехнічна рота (Леова, Молдавська РСР)
  - 707-ма окрема радіотехнічна рота (Кагул, Молдавська РСР)
  - 706-та окрема радіотехнічна рота (Каушани, Молдавська РСР)
  - 701-ша окрема радіотехнічна рота (Корнешти, Молдавська РСР)